# Kalngale
Kalngale – wieś na Łotwie, w krainie Liwonia, w novadsie Ādaži. Według danych na rok 2012, w mieście mieszkały 853 osoby.
Znajduje się tu przystanek kolejowy Kalngale, położony na linii Ryga – Skulte.